# Ropalidia trichophthalma
Ropalidia trichophthalma är en getingart som beskrevs av Richards 1978. Ropalidia trichophthalma ingår i släktet Ropalidia och familjen getingar. Inga underarter finns listade i Catalogue of Life.